# Konfraternie pokutne
Konfraternie pokutne (fr. Confréries de pénitents) – ruchy brackie, które skupiały osoby świeckie obu płci, żyjące w małżeństwie lub w stanie wolnym, pragnące czynić pokutę. Do tego rodzaju konfraterni mogły wstąpić małżeństwa wraz ze swymi dziećmi, a nawet całe rodziny.